# Sporadanthus
Sporadanthus is een geslacht uit de familie Restionaceae. De soorten komen voor in Zuid- en Oost-Australië en Nieuw-Zeeland.

## Soorten
- Sporadanthus caudatus (L.A.S.Johnson & O.D.Evans) B.G.Briggs & L.A.S.Johnson
- Sporadanthus ferrugineus de Lange, Heenan & B.D.Clarkson
- Sporadanthus gracilis (R.Br.) B.G.Briggs & L.A.S.Johnson
- Sporadanthus interruptus (F.Muell.) B.G.Briggs & L.A.S.Johnson
- Sporadanthus rivularis B.G.Briggs & L.A.S.Johnson
- Sporadanthus strictus (R.Br.) B.G.Briggs & L.A.S.Johnson
- Sporadanthus tasmanicus (Hook.f.) B.G.Briggs & L.A.S.Johnson
- Sporadanthus traversii (F.Muell.) Buchanan